# Lucigenina
La lucigenina (bis-N-metilacridinio nitrato) è un composto aromatico classificabile come un composto di ammonio quaternario, un'acridina e un viologeno.
È usato per le sue proprietà di chemiluminescenza, come marcatore dell'anione superossido in biologia e come molecola "legante" nel SERS.